# The Best of Jerry Lee Lewis
Albums de Jerry Lee Lewis
A Taste of Country
(1970) Live at the International, Las Vegas
(1970)
The Best of Jerry Lee Lewis est un album de Jerry Lee Lewis, sorti en 1970.

## Liste des chansons
1. What's Made Milwaukee Famous (Has Made a Loser Out of Me) (Glenn Sutton (en))
2. Another Place, Another Time (Jerry Chestnutt)
3. She Even Woke Me Up to Say Goodbye (Newbury/Gilmore)
4. Louisiana Man (Doug Kershaw)
5. Slippin' Around (en) (Floyd Tillman (en))
6. All Then Good Is Gone (Bruce/Wilson)
7. To Make Love Sweeter for You (Jerry Kennedy/Glenn Sutton))
8. One Has My Name (The Other Has My Heart) (Blair/Dean/Dean)
9. She Still Comes Around (To Love What's Left of Me) (Sutton)
10. Once More with Feeling (Silverstein/Kristofferson)
11. Let's Talk About Us (Otis Blackwell)

## Source de la traduction
- (en) Cet article est partiellement ou en totalité issu de l’article de Wikipédia en anglais intitulé « Best of Jerry Lee Lewis » (voir la liste des auteurs).